# Johanna Friedrich
Johanna Friedrich (* 6. März 1995 in Halberstadt) ist eine deutsche Schwimmerin, die im Alter von sechs Jahren mit dem Schwimmen begann. Sie trainiert in der Schwimmabteilung des SC Magdeburg unter Trainer Bernd Berkhahn. Die Eliteschülerin des Sports des Jahres 2010 hat im Frühjahr 2014 am Magdeburger Sportgymnasium das Abitur bestanden.
Sie ist die amtierende deutsche Meisterin 2014 über 400 Meter Freistil. Ihren bislang größten internationalen Erfolg feierte Friedrich bei den Jugendeuropameisterschaften 2010 in Helsinki mit dem Gewinn des Europameistertitels über 4 × 200 Meter Freistil.

## Erfolge
- Deutsche Meisterin Deutsche Meisterschaften 2014 über 400 m Freistil
- Deutsche Vizemeisterin Deutsche Meisterschaften 2014 über 200 m Freistil
- Deutsche Meisterin Deutsche Meisterschaften 2013 über 200 m Freistil
- Gold Jugendeuropameisterschaften 2010 über 4 × 200 Meter Freistil

## Bestzeiten
- 200 Meter Freistil 2:00,13 Minuten
- 400 Meter Freistil 4:11,44 Minuten

## Auszeichnungen
- 2010: Eliteschülerin des Sports an der Eliteschule des Sports in Magdeburg 2010